# Бібліоманія

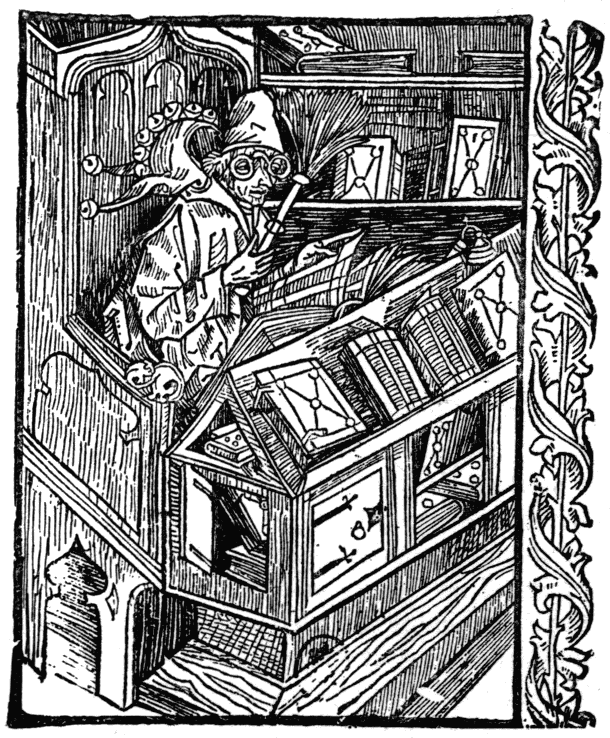
Гравюра «Бібліоман», видання Navis Stultifera (Корабель дурнів) Себастьяна Бранта, 1497 рік

Бібліоманія — стан, який може бути симптомом обсесивно-компульсивного розладу, що полягає у колекціонуванні або навіть патологічному накопиченні книг до такої міри, що це шкодить соціальним стосункам або здоров'ю.
Бібліоманію не слід плутати з бібліофілією, яка є (психологічно здоровою) любов'ю до книг і не є клінічним психологічним розладом.

## Опис
Бібліоманія — один із рідкісних станів, пов'язаних із книгами, який характеризується колекціонуванням книг, що не мають практичної цінності для колекціонера або не мають значної внутрішньої цінності для справжнього бібліофіла. Симптоми бібліоманії включають купівлю декількох копій однієї й тієї ж книги або видання, а також накопичення книг у кількостях, що перевищують можливості користування ними. Бібліоманія не визнана Американською психіатричною асоціацією у класифікації DSM-IV.
Бібліомани характеризуються нав'язливою одержимістю книгами, доходячи до крайніх заходів для отримання бажаних екземплярів. Часто бібліомани володіють багатьма копіями однієї й тієї ж книги в різних виданнях і станах. Їхня поведінка значно впливає на ринок книг, суттєво підвищуючи ціни на рідкісні екземпляри.

## Історія
Термін ввів Джон Ферріар (1761—1815), лікар Манчестерської королівської лікарні. Ферріар придумав цей термін у 1809 році в поемі, присвяченій його «супутнику-бібліофілу» Річарду Хеберу (1773—1833). На початку XIX століття термін «бібліоманія» використовувався в популярних виданнях (таких як есе та поезія), щоб описати пристрасних колекціонерів книг.
У 1809 році преподобний Томас Фрогнал Дібдін опублікував твір «Бібліоманія або Книжкове безумство», який літературний критик Філіп Коннелл описав як «серію химерних, безладних діалогів, що являють собою драматизовану пародійну патологію, щедро ілюстровану і, починаючи з другого видання, прикрашену обширними примітками щодо бібліографії та історії колекціонування книг». Серед «симптомів», описаних Дібдіном у бібліоманів, були одержимість екземплярами з необрізаними сторінками, книгами на дорогому папері або велені, унікальними екземплярами, першими виданнями, книгами, надрукованими готичним шрифтом, ілюстрованими примірниками, книгами з автографами авторів та забороненими або засудженими творами.
Наприкінці XIX століття колекції книг і колекціонери привертали значну увагу громадськості як курйозні явища.
Голбрук Джексон продовжив справу Ферріара і Дібдіна, видавши працю під назвою «Анатомія бібліоманії».
Бібліоманія стала особливо популярною у період Регентства, коли пристрасть до першодруків книг значно підвищила їх ціни. Через це бібліомани мали суттєвий вплив на ринок рідкісних або старовинних книг, що відчувається й досі.

## Люди, які страждали від бібліоманії
- Стивен Блумберг[en] — відомий крадій книг, засуджений за крадіжку книг на загальну суму 5,3 мільйона доларів.
- Сер Томас Філліпс, 1-й баронет[en] — відомий англійський колекціонер, котрий страждав від важкої форми бібліоманії. Після його смерті колекція, що налічувала понад 160 тисяч книг і рукописів, продавалася на аукціонах понад 100 років.
- Преподобний В. Ф. Уітчер[10] — пастор-методист XIX століття, який викрадав рідкісні книги, переплітав їх і видавав за свої «знахідки» в місцевих книгарнях.
- Лорд Чарльз Спенсер[en] — відомий колекціонер книг, який підняв ставки на першодрук Декамерон до 2260 фунтів стерлінгів на аукціоні бібліотеки Роксбург[3].